# Mathias Hovius

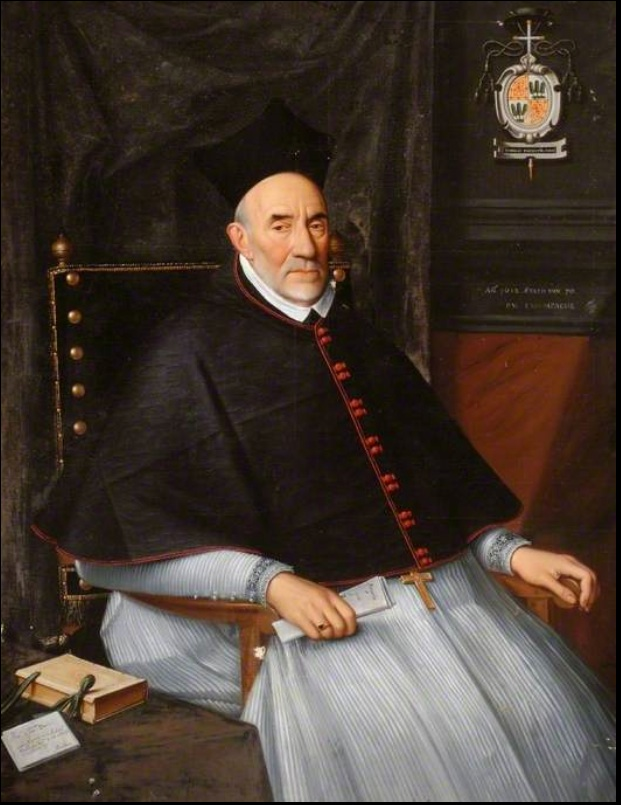
Porträt von 1612

Mathias Hovius (auch Mathias Hovius, gebürtig van den Hove; * 1542 in Mechelen; † 30. Mai 1620 in Affligem) war ein katholischer Theologe und Erzbischof von Mechelen.

## Leben

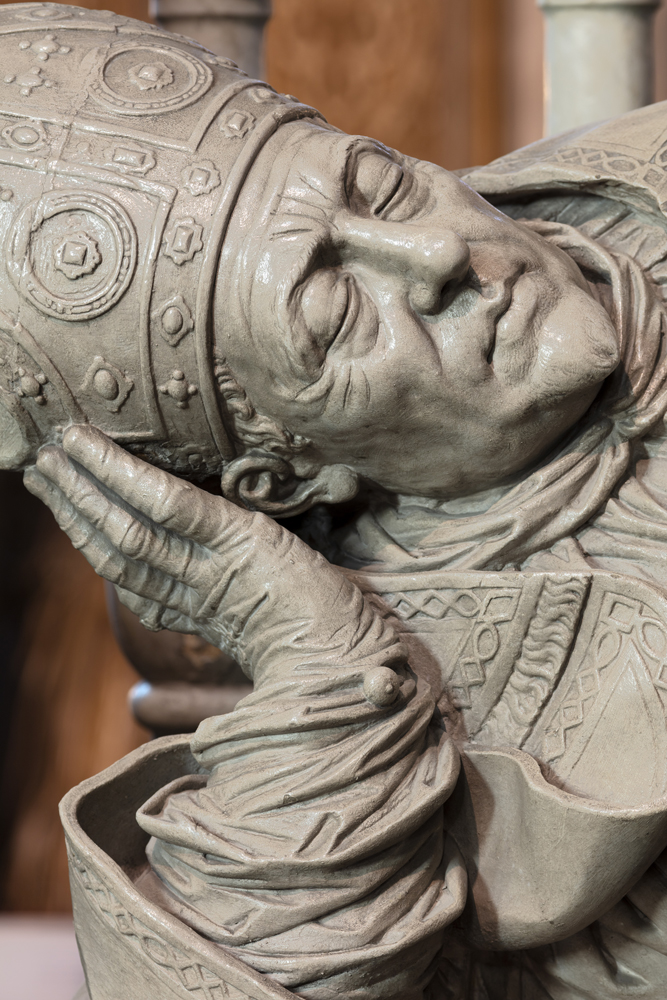
Hovius Bildnis, Romboutskathedrale von Mechelen

Hovius studierte Theologie und Philosophie an der Universität Löwen und wurde im Jahr 1561 zum Doktor promoviert, anschließend erlangte er ein Lizentiat in Theologie. 1566 empfing er die Priesterweihe. Er wurde Kaplan und dann Pfarrer von St. Peter und Paul in Mechelen. In dieser Zeit des Achtzigjährigen Krieges erlebte er unter anderem die Stürme auf Mechelen der Spanier 1572 und der Engländer 1580 mit. 1577 erfolgte die Ernennung zum Kanoniker an der Mechelener Hauptkirche St. Rombout. 1582 wurde er dort Erzdiakon und nach dem Tod des Erzbischofs Johannes Hauchin 1589 Generalvikar des Erzbistums.
Nach dem Tod des Erzbischofs William Allen und einer Zeit der Vakanz, erfolgte 1595 die Ernennung und 1596 die Bischofsweihe zum Erzbischof von Mechelen. Hovius etablierte in Zusammenarbeit mt den Jesuiten unter anderem einen Katechismus, der in Belgien bis in das 20. Jahrhundert fortwirkte. Mit der Unterstützung durch die Statthalterin Isabella Clara Eugenia von Spanien und ihres Gatten, des Regenten Albrecht VII. von Habsburg berief er 1609 einen Provinzalrat ein um die Ergebnisse des Konzils von Trient in seinem Erzbistum umzusetzen.
Er verstarb 1620 bei einem Besuch der Abtei Affligem und wurde in der Rombouskathedrale von Mechelen beigesetzt. Zu seiner Hausgemeinschaft zählte unter anderem auch sein Nachfolger im Amt Jacobus Boonen.

## Publikationen (Auswahl)
- Oratio de causis Synodi deque abusibus Cleri et Ecclesiae Hollandiae. Antwerpen 1608.
- Decreta et statuta Synodi Dioeces, Mechliniensis. Antwerpen 1609.
- Statuta omnium Curiarum Ecclesiasticarum Provinciae Mechlinensis. 1617.
- Brevis ac dilucida Instructio minus exercitatorum Pastorum ac concessariorum, quorum opera in hac sacerdotum raritate est necessaria Ecclesiae Belgicae, 4o. et 12o. per XXXV Canones saepius editae iterumque. Löwen 1626, Köln 1676.